# 크리스틴 베르나도테
크리스틴 베르나도테(Princess Kristine Bernadotte, 1932년 4월 22일 ~ 2014년 11월 4일)는 노르웨이 태생의 벨기에 귀족 공주였다. 그녀는 스웨덴의 전 왕자였던 칼 베르나도테 세 번째 아내이자 미망인이었으며, 1978년부터 2003년 사망할 때까지 그와 결혼했다.